# ATPファイナルズ
Nitto ATPファイナルズ（英: Nitto ATP Finals）は、トーナメント方式の国際テニス大会であるATPツアーのシーズン最終戦である。ATPレースなどによりシングルス8名、ダブルス8組が選出され年間王者を決定する。
このトーナメントは、他のATPツアーイベントでは見られない独自の形式を採用しており、プレイヤーは4人ずつ2つのグループに分けられ、それぞれ総当たり戦を行う。総当たり戦を勝ち抜いた各グループの上位2名が準決勝に進み、その後の決勝で優勝者を決める。

## 歴史
1970年に日本・東京都体育館で「ペプシ・グランプリ・マスターズ」（Pepsi Grand Prix Masters）として第1回大会が行われた。「ザ・マスターズ」（The Masters）とも言われ、この年以降、各国持ち回りで行われたが、1977年からはシングルスはアメリカ・ニューヨーク、ダブルスはイギリス・ロンドンで行われるようになる。以降はWTAツアー選手権との同時開催で行われた。
1990年に「ATPツアー世界選手権」（ATP Tour World Championships）に改称され、1999年までドイツのフランクフルトとハノーファーで行われていた。2000年の第31回大会から「テニス・マスターズ・カップ」（Tennis Masters Cup）という名称になり、2005年から2008年までは中国・上海の上海旗忠森林体育城テニスセンターで開催された。
2009年からはイギリス・ロンドンのO2アリーナで開催されるとともに、大会名称も「ATPワールドツアー・ファイナルズ」（ATP World Tour Finals）に変更された。2017年より「ATPファイナルズ」（ATP Finals）に改称し、ロンドンでの開催を2020年まで延長。これと同時に、日東電工が新たなタイトルスポンサーとなった。
2021年から25年まではイタリア・トリノでの開催が決まっている。
本大会のシングルス優勝者にはブラッド・ドルーエット・トロフィーが授与される。

## 出場資格
1月からの年間レースランキングを元に上位8人を選出。9位-20位の選手の中にグランドスラム優勝者が居た場合、8位の選手に替わって出場（2人以上いる場合ランキング上位の選手1人のみ出場）。補欠は9位-20位の間で辞退者を除く上位2名が選出され、ラウンドロビンで出場選手がけがなどで棄権した場合に代わりに出場するが、出場しなくても賞金は与えられる。
レースランキングは1シーズンに出場した獲得ポイントの多い18大会分の合計ポイントで計算する。

## 大会方式
シングルスは8名、ダブルスは8組がグループAとグループBに4名（組）ずつ振り分けられる。振り分け方はレース・ランキングを参考に行われることが多い。
2つのグループ内で、「ラウンドロビン」と呼ばれる1次リーグを総当たり戦方式で行い、各グループの戦績上位2名および2組が準決勝に進出できる。準決勝の勝者は決勝に進出する。

### 試合形式
各グループでのラウンドロビンおよび準決勝はベスト・オブ3タイブレーク・セットで行われる。決勝は年によってはベスト・オブ5タイブレーク・セットで行われる事もあったが、2008年以降はベスト・オブ3タイブレーク・セットで行われている。

## ポイント・賞金
（賞金は2021年大会のもの）
| ステージ                | ポイント | シングルス | ダブルス(1) |
| ----------------------- | -------- | ---------- | ----------- |
| 補欠選手                | N/A      | $93,000    | $33,000     |
| 試合出場                | N/A      | $173,000   | $82,000     |
| ラウンドロビン1勝につき | 200      | $173,000   | $33,000     |
| 準決勝で勝利            | 400      | $530,000   | $84,000     |
| 決勝で勝利              | 500      | $1,094,000 | $164,000    |
| 全勝優勝(2)(3)          | 1,500    | $2,316,000 | $429,000    |

- (1) チームの賞金
- (2) ポイントはラウンドロビン3勝・準決勝で勝利・決勝で勝利の合計
- (3) 賞金は試合出場・ラウンドロビン3勝・準決勝で勝利・決勝で勝利の合計

## 大会歴代優勝者

### シングルス
| ザ・マスターズ (The Masters)                            |                |                          |                                  |                         |      |
| 年                                                      | 開催地         | 優勝者                   | 準優勝者                         | 決勝結果                | 出典 |
| 1970年                                                  | 東京           | スタン・スミス           | ロッド・レーバー                 | ラウンドロビン          |      |
| 1971年                                                  | パリ           | イリ・ナスターゼ         | スタン・スミス                   | ラウンドロビン          |      |
| 1972年                                                  | バルセロナ     | イリ・ナスターゼ         | スタン・スミス                   | 6-3, 6-2, 3-6, 2-6, 6-3 |      |
| 1973年                                                  | ボストン       | イリ・ナスターゼ         | トム・オッカー                   | 6-3, 7-5, 4-6, 6-3      |      |
| 1974年                                                  | メルボルン     | ギリェルモ・ビラス       | イリ・ナスターゼ                 | 7-6, 6-2, 3-6, 6-4      |      |
| 1975年                                                  | ストックホルム | イリ・ナスターゼ         | ビョルン・ボルグ                 | 6-2, 6-2, 6-1           |      |
| 1976年                                                  | ヒューストン   | マニュエル・オランテス   | ヴォイチェフ・フィバク           | 5-7, 6-2, 0-6, 7-6, 6-1 |      |
| 1977年                                                  | ニューヨーク   | ジミー・コナーズ         | ビョルン・ボルグ                 | 6-4, 1-6, 6-4           |      |
| 1978年                                                  | ニューヨーク   | ジョン・マッケンロー     | アーサー・アッシュ               | 6-7, 6-3, 7-5           |      |
| 1979年                                                  | ニューヨーク   | ビョルン・ボルグ         | ビタス・ゲルレイティス           | 6-2, 6-2                |      |
| 1980年                                                  | ニューヨーク   | ビョルン・ボルグ         | イワン・レンドル                 | 6-4, 6-2, 6-2           |      |
| 1981年                                                  | ニューヨーク   | イワン・レンドル         | ビタス・ゲルレイティス           | 6-7, 2-6, 7-6, 6-2, 6-4 |      |
| 1982年                                                  | ニューヨーク   | イワン・レンドル         | ジョン・マッケンロー             | 6-4, 6-4, 6-2           |      |
| 1983年                                                  | ニューヨーク   | ジョン・マッケンロー     | イワン・レンドル                 | 6-3, 6-4, 6-4           |      |
| 1984年                                                  | ニューヨーク   | ジョン・マッケンロー     | イワン・レンドル                 | 7-5, 6-0, 6-4           |      |
| 1985年                                                  | ニューヨーク   | イワン・レンドル         | ボリス・ベッカー                 | 6-2, 7-6, 6-3           |      |
| 1986年                                                  | ニューヨーク   | イワン・レンドル         | ボリス・ベッカー                 | 6-4, 6-4, 6-4           |      |
| 1987年                                                  | ニューヨーク   | イワン・レンドル         | マッツ・ビランデル               | 6-2, 6-2, 6-3           |      |
| 1988年                                                  | ニューヨーク   | ボリス・ベッカー         | イワン・レンドル                 | 5-7, 7-6, 3-6, 6-2, 7-6 |      |
| 1989年                                                  | ニューヨーク   | ステファン・エドベリ     | ボリス・ベッカー                 | 4-6, 7-6, 6-3, 6-1      |      |
| ATPツアー世界選手権 (ATP Tour World Championships)      |                |                          |                                  |                         |      |
| 年                                                      | 開催地         | 優勝者                   | 準優勝者                         | 決勝結果                | 出典 |
| 1990年                                                  | フランクフルト | アンドレ・アガシ         | ステファン・エドベリ             | 5-7, 7-6, 7-5, 6-2      |      |
| 1991年                                                  | フランクフルト | ピート・サンプラス       | ジム・クーリエ                   | 3-6, 7-6, 6-3, 6-4      |      |
| 1992年                                                  | フランクフルト | ボリス・ベッカー         | ジム・クーリエ                   | 6-4, 6-3, 7-5           |      |
| 1993年                                                  | フランクフルト | ミヒャエル・シュティヒ   | ピート・サンプラス               | 7-6, 2-6, 7-6, 6-2      |      |
| 1994年                                                  | フランクフルト | ピート・サンプラス       | ボリス・ベッカー                 | 4-6, 6-3, 7-5, 6-4      |      |
| 1995年                                                  | フランクフルト | ボリス・ベッカー         | マイケル・チャン                 | 7-6, 6-0, 7-6           |      |
| 1996年                                                  | ハノーファー   | ピート・サンプラス       | ボリス・ベッカー                 | 3-6, 7-6, 7-6, 6-7, 6-4 |      |
| 1997年                                                  | ハノーファー   | ピート・サンプラス       | エフゲニー・カフェルニコフ       | 6-3, 6-2, 6-2           |      |
| 1998年                                                  | ハノーファー   | アレックス・コレチャ     | カルロス・モヤ                   | 3-6, 3-6, 7-5, 6-3, 7-5 |      |
| 1999年                                                  | ハノーファー   | ピート・サンプラス       | アンドレ・アガシ                 | 6-1, 7-5, 6-4           |      |
| テニス・マスターズ・カップ (Tennis Masters Cup)         |                |                          |                                  |                         |      |
| 年                                                      | 開催地         | 優勝者                   | 準優勝者                         | 決勝結果                | 出典 |
| 2000年                                                  | リスボン       | グスタボ・クエルテン     | アンドレ・アガシ                 | 6-4, 6-4, 6-4           |      |
| 2001年                                                  | シドニー       | レイトン・ヒューイット   | セバスチャン・グロジャン         | 6-3, 6-3, 6-4           |      |
| 2002年                                                  | 上海市         | レイトン・ヒューイット   | フアン・カルロス・フェレーロ     | 7-5, 7-5, 2-6, 2-6, 6-4 |      |
| 2003年                                                  | ヒューストン   | ロジャー・フェデラー     | アンドレ・アガシ                 | 6-3, 6-0, 6-4           |      |
| 2004年                                                  | ヒューストン   | ロジャー・フェデラー     | レイトン・ヒューイット           | 6-3, 6-2                |      |
| 2005年                                                  | 上海市         | ダビド・ナルバンディアン | ロジャー・フェデラー             | 6-7, 6-7, 6-2, 6-1, 7-6 |      |
| 2006年                                                  | 上海市         | ロジャー・フェデラー     | ジェームズ・ブレーク             | 6-0, 6-3, 6-4           |      |
| 2007年                                                  | 上海市         | ロジャー・フェデラー     | ダビド・フェレール               | 6-2, 6-3, 6-2           |      |
| 2008年                                                  | 上海市         | ノバク・ジョコビッチ     | ニコライ・ダビデンコ             | 6-1, 7-5                |      |
| ATPワールドツアー・ファイナルズ (ATP World Tour Finals) |                |                          |                                  |                         |      |
| 年                                                      | 開催地         | 優勝者                   | 準優勝者                         | 決勝結果                | 出典 |
| 2009年                                                  | ロンドン       | ニコライ・ダビデンコ     | フアン・マルティン・デル・ポトロ | 6-3, 6-4                |      |
| 2010年                                                  | ロンドン       | ロジャー・フェデラー     | ラファエル・ナダル               | 6-3, 3-6, 6-1           |      |
| 2011年                                                  | ロンドン       | ロジャー・フェデラー     | ジョー＝ウィルフリード・ツォンガ | 6-3, 6-7, 6-3           |      |
| 2012年                                                  | ロンドン       | ノバク・ジョコビッチ     | ロジャー・フェデラー             | 7-6, 7-5                |      |
| 2013年                                                  | ロンドン       | ノバク・ジョコビッチ     | ラファエル・ナダル               | 6-3, 6-4                |      |
| 2014年                                                  | ロンドン       | ノバク・ジョコビッチ     | ロジャー・フェデラー             | 不戦勝                  |      |
| 2015年                                                  | ロンドン       | ノバク・ジョコビッチ     | ロジャー・フェデラー             | 6-3, 6-4                |      |
| 2016年                                                  | ロンドン       | アンディ・マリー         | ノバク・ジョコビッチ             | 6-3, 6-4                |      |
| ATPファイナルズ (ATP Finals)                            |                |                          |                                  |                         |      |
| 年                                                      | 開催地         | 優勝者                   | 準優勝者                         | 決勝結果                | 出典 |
| 2017年                                                  | ロンドン       | グリゴール・ディミトロフ | ダビド・ゴファン                 | 7-5, 4-6, 6-3           |      |
| 2018年                                                  | ロンドン       | アレクサンダー・ズベレフ | ノバク・ジョコビッチ             | 6-4, 6-3                |      |
| 2019年                                                  | ロンドン       | ステファノス・チチパス   | ドミニク・ティーム               | 6-7(6-8), 6-2, 7-6(7-4) |      |
| 2020年                                                  | ロンドン       | ダニール・メドベージェフ | ドミニク・ティーム               | 4-6, 7-6(7-2), 6-4      |      |
| 2021年                                                  | トリノ         | アレクサンダー・ズベレフ | ダニール・メドベージェフ         | 6-4, 6-4                |      |
| 2022年                                                  | トリノ         | ノバク・ジョコビッチ     | キャスパー・ルード               | 7-5, 6-3                |      |
| 2023年                                                  | トリノ         | ノバク・ジョコビッチ     | ヤニック・シナー                 | 6-3, 6-3                |      |
| 2024年                                                  | トリノ         | ヤニック・シナー         | テイラー・フリッツ               | 6-4, 6-4                |      |

### ダブルス
| ザ・マスターズ (The Masters)                                       |                        |                                                 |                                                       |                                           |                                           |
| 年                                                                 | 開催地                 | 優勝者                                          | 準優勝者                                              | 決勝結果                                  | 出典                                      |
| 1975年                                                             | ストックホルム         | フアン・ヒスベルト マニュエル・オランテス       | 出場4組の総当たり戦、最高勝率チームが優勝             | 出場4組の総当たり戦、最高勝率チームが優勝 | 出場4組の総当たり戦、最高勝率チームが優勝 |
| 1976年                                                             | ヒューストン           | シャーウッド・スチュワート フレッド・マクネアー | ブライアン・ゴットフリート ラウル・ラミレス           | 6-3, 5-7, 5-7, 6-4, 6-4                   |                                           |
| 1977年                                                             | ニューヨーク           | ボブ・ヒューイット フルー・マクミラン           | スタン・スミス ボブ・ルッツ                           | 7-5, 7-6, 6-3                             |                                           |
| 1978年                                                             | ニューヨーク           | ジョン・マッケンロー ピーター・フレミング       | ヴォイチェフ・フィバク トム・オッカー                 | 6-4, 6-2, 6-4                             |                                           |
| 1979年                                                             | ニューヨーク           | ジョン・マッケンロー ピーター・フレミング       | ヴォイチェフ・フィバク トム・オッカー                 | 6-3, 7-6, 6-1                             |                                           |
| 1980年                                                             | ニューヨーク           | ジョン・マッケンロー ピーター・フレミング       | ピーター・マクナマラ ポール・マクナミー               | 6-4, 6-3                                  |                                           |
| 1981年                                                             | ニューヨーク           | ジョン・マッケンロー ピーター・フレミング       | ケビン・カレン スティーブ・デントン                   | 6-3, 6-3                                  | ?                                         |
| 1982年                                                             | ニューヨーク           | ジョン・マッケンロー ピーター・フレミング       | シャーウッド・スチュワート ファーディ・テイガン       | 7-5, 6-3                                  |                                           |
| 1983年                                                             | ニューヨーク           | ジョン・マッケンロー ピーター・フレミング       | パベル・スロジル トマシュ・スミッド                   | 6-2, 6-2                                  |                                           |
| 1984年                                                             | ニューヨーク           | ジョン・マッケンロー ピーター・フレミング       | シャーウッド・スチュワート マーク・エドモンドソン     | 6-3, 6-1                                  |                                           |
| 1985年                                                             | ニューヨーク           | ステファン・エドベリ アンダース・ヤリード       | マッツ・ビランデル ヨアキム・ニーストロム             | 6-1, 7-6                                  |                                           |
| 1986年                                                             | ロンドン               | ステファン・エドベリ アンダース・ヤリード       | ヤニック・ノア ギー・フォルジェ                       | 6-3, 7-6, 6-3                             | ?                                         |
| 1987年                                                             | ロンドン               | ミロスラフ・メチージュ トマシュ・スミッド       | ケン・フラック ロバート・セグソ                       | 6-4, 7-5, 6-7, 6-3                        | ?                                         |
| 1988年                                                             | ロンドン               | リック・リーチ ジム・ピュー                     | エミリオ・サンチェス セルヒオ・カサル                 | 6-4, 6-3, 2-6, 6-0                        | ?                                         |
| 1989年                                                             | ロンドン               | ジム・グラブ パトリック・マッケンロー           | ジョン・フィッツジェラルド アンダース・ヤリード       | 7-5, 7-6, 5-7, 6-3                        | ?                                         |
| ATPツアーダブルス世界選手権 (ATP Tour World Doubles Championships) |                        |                                                 |                                                       |                                           |                                           |
| 年                                                                 | 開催地                 | 優勝者                                          | 準優勝者                                              | 決勝結果                                  | 出典                                      |
| 1990年                                                             | サンクチュアリーコーブ | ギー・フォルジェ ヤコブ・ラセク                 | エミリオ・サンチェス セルヒオ・カサル                 | 6-4, 7-6, 5-7, 6-4                        |                                           |
| 1991年                                                             | ヨハネスブルグ         | ジョン・フィッツジェラルド アンダース・ヤリード | ケン・フラック ロバート・セグソ                       | 6-4, 6-4, 2-6, 6-4                        |                                           |
| 1992年                                                             | ヨハネスブルグ         | マーク・ウッドフォード トッド・ウッドブリッジ   | ジョン・フィッツジェラルド アンダース・ヤリード       | 6-2, 7-6, 5-7, 3-6, 6-3                   |                                           |
| 1993年                                                             | ヨハネスブルグ         | ヤッコ・エルティン ポール・ハーフース           | マーク・ウッドフォード トッド・ウッドブリッジ         | 7-6, 7-6, 6-4                             |                                           |
| 1994年                                                             | ジャカルタ             | ヨナス・ビョルクマン ヤン・アペル               | マーク・ウッドフォード トッド・ウッドブリッジ         | 6-4, 4-6, 4-6, 7-6, 7-6                   |                                           |
| 1995年                                                             | アイントホーフェン     | パトリック・ガルブレイス グラント・コネル       | ヤッコ・エルティン ポール・ハーフース                 | 7-6, 7-6, 3-6, 7-6                        |                                           |
| 1996年                                                             | ハートフォード         | マーク・ウッドフォード トッド・ウッドブリッジ   | セバスチャン・ラルー アレックス・オブライエン         | 6-4, 5-7, 6-2, 7-6                        |                                           |
| 1997年                                                             | ハートフォード         | リック・リーチ ジョナサン・スターク             | マヘシュ・ブパシ リーンダー・パエス                   | 6-3, 6-4, 7-6                             |                                           |
| 1998年                                                             | ハートフォード         | ヤッコ・エルティン ポール・ハーフース           | ダニエル・ネスター マーク・ノールズ                   | 6-4, 6-2, 7-5                             |                                           |
| 1999年                                                             | ハートフォード         | セバスチャン・ラルー アレックス・オブライエン   | マヘシュ・ブパシ リーンダー・パエス                   | 6-3, 6-2, 6-2                             |                                           |
| 2000年                                                             | バンガロール           | ドナルド・ジョンソン ピート・ノーバル           | マヘシュ・ブパシ リーンダー・パエス                   | 7-6, 6-3, 6-4                             |                                           |
| 2001年-02年                                                        | ダブルス開催なし       | ダブルス開催なし                                | ダブルス開催なし                                      | ダブルス開催なし                          | ダブルス開催なし                          |
| テニス・マスターズ・カップ (Tennis Masters Cup)                    |                        |                                                 |                                                       |                                           |                                           |
| 年                                                                 | 開催地                 | 優勝者                                          | 準優勝者                                              | 決勝結果                                  | 出典                                      |
| 2003年                                                             | ヒューストン           | ボブ・ブライアン マイク・ブライアン             | ファブリス・サントロ ミカエル・ロドラ                 | 6-7, 6-3, 3-6, 7-6, 6-4                   |                                           |
| 2004年                                                             | ヒューストン           | ボブ・ブライアン マイク・ブライアン             | ウェイン・ブラック ケビン・ウリエット                 | 4-6, 7-5, 6-4, 6-2                        |                                           |
| 2005年                                                             | 上海市                 | ファブリス・サントロ ミカエル・ロドラ           | リーンダー・パエス ネナド・ジモニッチ                 | 6-7, 6-3, 7-6                             |                                           |
| 2006年                                                             | 上海市                 | ヨナス・ビョルクマン マックス・ミルヌイ         | ダニエル・ネスター マーク・ノールズ                   | 6-2, 6-4                                  |                                           |
| 2007年                                                             | 上海市                 | ダニエル・ネスター マーク・ノールズ             | シーモン・アスペリン ユリアン・ノール                 | 6-2, 6-3                                  |                                           |
| 2008年                                                             | 上海市                 | ダニエル・ネスター ネナド・ジモニッチ           | ボブ・ブライアン マイク・ブライアン                   | 7-6, 6-2                                  |                                           |
| ATPワールドツアー・ファイナルズ (ATP World Tour Finals)            |                        |                                                 |                                                       |                                           |                                           |
| 年                                                                 | 開催地                 | 優勝者                                          | 準優勝者                                              | 決勝結果                                  | 出典                                      |
| 2009年                                                             | ロンドン               | ボブ・ブライアン マイク・ブライアン             | マックス・ミルヌイ アンディ・ラム                     | 7-6, 6-3                                  |                                           |
| 2010年                                                             | ロンドン               | ダニエル・ネスター ネナド・ジモニッチ           | マヘシュ・ブパシ マックス・ミルヌイ                   | 7-6, 6-4                                  |                                           |
| 2011年                                                             | ロンドン               | マックス・ミルヌイ ダニエル・ネスター           | マルチン・マトコフスキ マリウシュ・フィルステンベルク | 7-5, 6-3                                  |                                           |
| 2012年                                                             | ロンドン               | マルセル・グラノリェルス マルク・ロペス         | マヘシュ・ブパシ ロハン・ボパンナ                     | 7-5, 3-6, [10-3]                          |                                           |
| 2013年                                                             | ロンドン               | ダビド・マレーロ フェルナンド・ベルダスコ       | ボブ・ブライアン マイク・ブライアン                   | 7-5, 6-7(3-7), [10-7]                     |                                           |
| 2014年                                                             | ロンドン               | ボブ・ブライアン マイク・ブライアン             | イワン・ドディグ マルセロ・メロ                       | 6-7(5-7), 6-2, [10-7]                     |                                           |
| 2015年                                                             | ロンドン               | ジャン＝ジュリアン・ロジェ ホリア・テカウ       | ロハン・ボパンナ フロリン・メルジェ                   | 6-4, 6-3                                  |                                           |
| 2016年                                                             | ロンドン               | ヘンリ・コンティネン ジョン・ピアーズ           | レイベン・クラーセン ラジーブ・ラム                   | 2-6, 6-1, [10-8]                          |                                           |
| ATPファイナルズ (ATP Finals)                                       |                        |                                                 |                                                       |                                           |                                           |
| 年                                                                 | 開催地                 | 優勝者                                          | 準優勝者                                              | 決勝結果                                  | 出典                                      |
| 2017年                                                             | ロンドン               | ヘンリ・コンティネン ジョン・ピアーズ           | ルカシュ・クボット マルセロ・メロ                     | 6-4, 6-2                                  |                                           |
| 2018年                                                             | ロンドン               | マイク・ブライアン ジャック・ソック             | ピエール＝ユーグ・エルベール ニコラ・マユ             | 5-7, 6-1, [13-11]                         |                                           |
| 2019年                                                             | ロンドン               | ピエール＝ユーグ・エルベール ニコラ・マユ       | レイベン・クラーセン マイケル・ヴィーナス             | 6-3, 6-4                                  |                                           |
| 2020年                                                             | ロンドン               | ウェスリー・クールホフ ニコラ・メクティッチ     | ユルゲン・メルツァー エドゥアール・ロジェ＝バセラン   | 6-2, 3-6, [10-5]                          |                                           |
| 2021年                                                             | トリノ                 | ピエール＝ユーグ・エルベール ニコラ・マユ       | ラジーブ・ラム ジョー・ソールズベリー                 | 6-4, 7-6(7-0)                             |                                           |
| 2022年                                                             | トリノ                 | ラジーブ・ラム ジョー・ソールズベリー           | マテ・パビッチ ニコラ・メクティッチ                   | 7-6(7-4), 6-4                             |                                           |
| 2023年                                                             | トリノ                 | ラジーブ・ラム ジョー・ソールズベリー           | マルセル・グラノリェルス オラシオ・セバジョス         | 6-3, 6-4                                  |                                           |
| 2024年                                                             | トリノ                 | ケビン・クラビーツ ティム・プッツ               | マテ・パビッチ マルセロ・アレバロ                     | 7-6(7-5), 7-6(8-6)                        |                                           |

## 優勝回数ランキング
|     | 選手名                   | 回数 |
| --- | ------------------------ | ---- |
| 1.  | ノバク・ジョコビッチ     | 7    |
| 2.  | ロジャー・フェデラー     | 6    |
| 3.  | イワン・レンドル         | 5    |
| 3.  | ピート・サンプラス       | 5    |
| 5.  | イリ・ナスターゼ         | 4    |
| 6.  | ジョン・マッケンロー     | 3    |
| 6.  | ボリス・ベッカー         | 3    |
| 8.  | ビョルン・ボルグ         | 2    |
| 8.  | レイトン・ヒューイット   | 2    |
| 8.  | アレクサンダー・ズベレフ | 2    |
| 11. | スタン・スミス           | 1    |
| 11. | ギリェルモ・ビラス       | 1    |
| 11. | マニュエル・オランテス   | 1    |
| 11. | ジミー・コナーズ         | 1    |
| 11. | ステファン・エドベリ     | 1    |
| 11. | アンドレ・アガシ         | 1    |
| 11. | ミヒャエル・シュティヒ   | 1    |
| 11. | アレックス・コレチャ     | 1    |
| 11. | グスタボ・クエルテン     | 1    |
| 11. | ダビド・ナルバンディアン | 1    |
| 11. | ニコライ・ダビデンコ     | 1    |
| 11. | アンディ・マリー         | 1    |
| 11. | グリゴール・ディミトロフ | 1    |
| 11. | ステファノス・チチパス   | 1    |
| 11. | ダニール・メドベージェフ | 1    |
| 11. | ヤニック・シナー         | 1    |

太字は現役選手

## 過去のシングルス出場者
| 年   | 1                                  | 2                          | 3                                | 4                        | 5                              | 6                              | 7                              | 8                |
| ---- | ---------------------------------- | -------------------------- | -------------------------------- | ------------------------ | ------------------------------ | ------------------------------ | ------------------------------ | ---------------- |
| 2024 | シナー                             | A.ズベレフ                 | アルカラス                       | メドベージェフ           | フリッツ                       | ルード                         | デミノー                       | ルブレフ         |
| 2023 | ジョコビッチ                       | アルカラス                 | メドベージェフ                   | シナー                   | ルブレフ                       | チチパス (代役： フルカチュ)   | A.ズベレフ                     | ルーネ           |
| 2022 | ナダル                             | チチパス                   | ルード                           | メドベージェフ           | オジェ＝アリアシム             | ルブレフ                       | ジョコビッチ                   | フリッツ         |
| 2021 | ジョコビッチ                       | メドベージェフ             | A.ズベレフ                       | チチパス (代役： ノリー) | ルブレフ                       | ベレッティーニ (代役： シナー) | ルード                         | フルカチュ       |
| 2020 | ジョコビッチ                       | ナダル                     | ティーム                         | メドベージェフ           | A.ズベレフ                     | チチパス                       | ルブレフ                       | シュワルツマン   |
| 2019 | ナダル                             | ジョコビッチ               | フェデラー                       | メドベージェフ           | ティーム                       | チチパス                       | A.ズベレフ                     | ベレッティーニ   |
| 2018 | ジョコビッチ                       | フェデラー                 | A.ズベレフ                       | アンダーソン             | チリッチ                       | ティーム                       | 錦織                           | イスナー         |
| 2017 | ナダル (代役： カレーニョ・ブスタ) | フェデラー                 | A.ズベレフ                       | ティーム                 | チリッチ                       | ディミトロフ                   | ゴファン                       | ソック           |
| 2016 | マリー                             | ジョコビッチ               | ワウリンカ                       | ラオニッチ               | 錦織                           | モンフィス (代役： ゴファン)   | チリッチ                       | ティーム         |
| 2015 | ジョコビッチ                       | マリー                     | フェデラー                       | ワウリンカ               | ナダル                         | ベルディハ                     | フェレール                     | 錦織             |
| 2014 | ジョコビッチ                       | フェデラー                 | ワウリンカ                       | 錦織                     | マリー                         | ベルディハ                     | ラオニッチ (代役： フェレール) | チリッチ         |
| 2013 | ナダル                             | ジョコビッチ               | フェレール                       | デル・ポトロ             | ベルディハ                     | フェデラー                     | ワウリンカ                     | ガスケ           |
| 2012 | ジョコビッチ                       | フェデラー                 | マリー                           | フェレール               | ベルディハ                     | デル・ポトロ                   | ツォンガ                       | ティプサレビッチ |
| 2011 | ジョコビッチ                       | ナダル                     | マリー (代役： ティプサレビッチ) | フェデラー               | フェレール                     | ツォンガ                       | ベルディハ                     | フィッシュ       |
| 2010 | ナダル                             | フェデラー                 | ジョコビッチ                     | セーデリング             | マリー                         | ベルディハ                     | フェレール                     | ロディック       |
| 2009 | フェデラー                         | ナダル                     | ジョコビッチ                     | マリー                   | デル・ポトロ                   | ダビデンコ                     | ベルダスコ                     | セーデリング     |
| 2008 | フェデラー                         | ジョコビッチ               | マリー                           | ダビデンコ               | ロディック (代役： ステパネク) | ツォンガ                       | デル・ポトロ                   | シモン           |
| 2007 | フェデラー                         | ナダル                     | ジョコビッチ                     | ダビデンコ               | ロディック                     | フェレール                     | ゴンサレス                     | ガスケ           |
| 2006 | フェデラー                         | ナダル                     | ダビデンコ                       | リュビチッチ             | ロディック                     | ロブレド                       | ナルバンディアン               | ブレーク         |
| 2005 | フェデラー                         | アガシ (代役： ゴンサレス) | コリア                           | ダビデンコ               | リュビチッチ                   | ガウディオ                     | ナルバンディアン               | プエルタ         |
| 2004 | フェデラー                         | ロディック                 | ヒューイット                     | サフィン                 | モヤ                           | コリア                         | ヘンマン                       | ガウディオ       |
| 2003 | ロディック                         | フェレーロ                 | フェデラー                       | コリア                   | アガシ                         | シュットラー                   | モヤ                           | ナルバンディアン |

| 年   | 欠場・棄権                                                                    | 交代選手1                          | 交代選手2                |
| ---- | ----------------------------------------------------------------------------- | ---------------------------------- | ------------------------ |
| 2024 | ジョコビッチ (6位)                                                            | ディミトロフ                       | チチパス                 |
| 2023 | チチパス (6位)                                                                | フルカチュ ( チチパスの代役)       | フリッツ                 |
| 2022 | アルカラス (1位)                                                              | ルーネ                             | フルカチュ               |
| 2021 | チチパス (4位) ベレッティーニ (6位)                                           | シナー ( ベレッティーニの代役)     | ノリー ( チチパスの代役) |
| 2020 | フェデラー (5位)                                                              | ベレッティーニ                     | シャポバロフ             |
| 2019 |                                                                               | バウティスタ・アグート             | モンフィス               |
| 2018 | ナダル (2位) デル・ポトロ (4位)                                               | ハチャノフ                         | チョリッチ               |
| 2017 | ナダル (1位) ワウリンカ (7位)                                                 | カレーニョ・ブスタ ( ナダルの代役) | クエリー                 |
| 2016 | モンフィス (6位) ナダル (8位)                                                 | ゴファン ( モンフィスの代役)       | バウティスタ・アグート   |
| 2015 |                                                                               | ガスケ                             | イスナー                 |
| 2014 | ナダル (3位) ラオニッチ (8位)                                                 | フェレール ( ラオニッチの代役)     | ロペス                   |
| 2013 | マリー (4位)                                                                  | ツォンガ                           | ラオニッチ               |
| 2012 | ナダル (4位)                                                                  | ガスケ                             | アルマグロ               |
| 2011 | マリー (3位)                                                                  | ティプサレビッチ ( マリーの代役)   | アルマグロ               |
| 2010 |                                                                               | ベルダスコ                         | ユージニー               |
| 2009 | ロディック (6位)                                                              | ツォンガ                           | リュビチッチ             |
| 2008 | ナダル (1位) ロディック (6位)                                                 | ステパネク ( ロディックの代役)     | キーファー               |
| 2007 |                                                                               | ロブレド                           | チェラ                   |
| 2006 |                                                                               | アンチッチ                         | ベルディハ               |
| 2005 | ナダル (2位) ロディック (3位) ヒューイット (4位) アガシ (5位) サフィン (10位) | ゴンサレス ( アガシの代役)         | ヨハンソン               |
| 2004 |                                                                               | カナス                             |                          |
| 2003 |                                                                               | フィリプーシス                     |                          |

## ラウンドロビンのグループ名
2015年より、ラウンドロビンのグループの名称にかつての名選手の名前が付けられるようになった。なお、2019年よりダブルスのグループ名は1人となっている。
| 年   | シングルスA          | シングルスB            | ダブルスA                       | ダブルスB                 | 出典   |
| ---- | -------------------- | ---------------------- | ------------------------------- | ------------------------- | ------ |
| 2024 | イリ・ナスターゼ     | ジョン・ニューカム     | ボブ・ブライアン                | マイク・ブライアン        | [ 10 ] |
| 2020 | 東京1970             | ロンドン2020           | ボブ・ブライアン                | マイク・ブライアン        | [ 10 ] |
| 2019 | アンドレ・アガシ     | ビョルン・ボルグ       | マックス・ミルヌイ              | ヨナス・ビョルクマン      | [ 10 ] |
| 2018 | グーガ・クエルテン   | レイトン・ヒューイット | ノールズ / ネスター             | ロドラ / サントロ         | [ 10 ] |
| 2017 | ピート・サンプラス   | ボリス・ベッカー       | ウッドブリッジ / ウッドフォード | エルティン / ハーフース   | [ 10 ] |
| 2016 | ジョン・マッケンロー | イワン・レンドル       | フレミング / マッケンロー       | エドベリ / ヤリード       | [ 10 ] |
| 2015 | スタン・スミス       | イリ・ナスターゼ       | アッシュ / スミス               | フレミング / マッケンロー | [ 10 ] |

## 放送
2013年は、英国ではSky SportsとBBCが放送した。他にキー局として米国のテニス・チャンネル、セルビアのB92、中東のアルジャジーラ、スペインのTVE、ブラジルのSporTV、日本のGAORAが各国で放送している。
日本においては、GAORAが放映権を取得しており、2013年からシングルスの全試合完全生中継とダブルスの後日録画放送を実施している。2014年大会では、錦織圭の日本人初のツアーファイナルズ出場を記念し、錦織出場の1次リーグ全3試合をBS放送のBS朝日が、準決勝を地上波のテレビ朝日系列が生中継で放送した。
2015年はNHKが地上波とBSの放映権を取得し、総合とBS1でシングルスを全試合完全生中継で放送した。2018年はWOWOWメンバーズオンデマンドとParaviが全試合完全生中継、NHK-BS1が一部の試合を完全生中継。2023年WOWOWメンバーズオンデマンド全試合完全生中継。